# Saverio Gaeta
Saverio Gaeta (Napoli, 13 dicembre 1958) è un giornalista, scrittore e saggista italiano, vaticanista di Famiglia Cristiana.

## Biografia
Saverio Gaeta è nato a Napoli il 13 dicembre 1958. Laureato in Scienze della comunicazione sociale, è stato docente di Teoria e tecnica del giornalismo e di Stampa periodica nella Facoltà di Scienze della comunicazione sociale dell'Università pontificia salesiana di Roma.
A vent'anni ha iniziato l'attività giornalistica, prima nel settimanale cattolico di Napoli Nuova Stagione, poi nell'Ufficio stampa dell'Arcivescovado partenopeo, con il cardinale Corrado Ursi e successivamente con il cardinale Michele Giordano.
In seguito è stato cronista del quotidiano Il Mattino, poi ha lavorato all'Osservatore Romano ed è stato vaticanista del mensile Jesus. Dal 1999 è caporedattore di Famiglia Cristiana.
Ha collaborato con numerose testate giornalistiche, tra cui il quotidiano Avvenire, il settimanale Il Sabato e il mensile Messaggero di Sant'Antonio. Ha lavorato anche per Radio Vaticana, RAI e Mediaset.
Ha pubblicato una sessantina di libri, fra saggi, biografie, libri-intervista e antologie, collaborando anche a varie opere collettive, come la Storia delle Chiese in Italia delle Edizioni San Paolo.

Si è occupato in modo sistematico delle apparizioni mariane:
- a mistici proclamati santi: Santa Brigida di Svezia, Faustina Kowalska, Gertrude di Helfta, Ildegarda di Bingen, Alexandrina Maria da Costa, Anna Maria Taigi, Elena Aiello, Elisabetta Canori Mora, Giuliana di Norwich, Katarhina Emmerick;
- a mistici non ancora canonizzati (al 2019): Luigina Sinapi, Luisa Piccarreta, María di Ágreda, Maria Valtorta, Marthe Robin, Natuzza Evolo, Teresa Musco, Thérèse Neumann;
- in luoghi non ancora riconosciuti come autentici dalla Santa Sede per la Chiesa universale: Medjugorje, Tre Fontane e Civitavecchia, Anguera, Itapiranga.

Sono anche menzionate le apparizioni di Amsterdam, Akita e Kibeho.

## Opere
- Cattolici D.O.C. Interviste-ritratto con dieci leader, Padova, Edizioni Messaggero da Padova, 1988. ISBN 88-7026-848-9
- Cultura e pastorale del terzo millennio. Da Palermo il nuovo cammino, con Sergio Lanza, Cinisello Balsamo, Edizioni Paoline, 1996. ISBN 88-315-1210-2
- Lo sguardo di Cristo, con Dionigi Tettamanzi, Cinisello Balsamo, San Paolo, 1996. ISBN 88-215-3352-2
- Il soffio dello Spirito, con Raniero Cantalamessa, San Paolo Edizioni, 1997
- La luce del Padre, con Piero Coda, meditazioni di Angelo Comastri, prefazione di Chiara Lubich, Cinisello Balsamo, San Paolo, 1998. ISBN 88-215-3882-6
- I volti della solidarietà. Manuale pratico di volontariato, con Vittoria Prisciandaro, Cinisello Balsamo, San Paolo, 1998. ISBN 88-215-3700-5
- Usura. Per una cultura antidebito, con Massimo Rastrelli, Cinisello Balsamo, San Paolo, 1998. ISBN 88-215-3696-3
- Giovanni XXIII. Una vita di santità, Milano, Mondadori, 2000. ISBN 88-04-47732-6
- I comandamenti. La legge del Signore per la vita di ogni giorno, con Dionigi Tettamanzi, Milano, Mondadori, 2001. ISBN 88-04-48452-7
- Il segreto di Madre Teresa. Il diario e le lettere inedite dei colloqui con Gesù riportati alla luce dal processo di beatificazione, Casale Monferrato, Piemme, 2002. ISBN 88-384-6546-0
- Padre Pio. Sulla soglia del paradiso, Cinisello Balsamo, San Paolo, 2002. ISBN 88-215-4691-8
- Giovanni Paolo II. Autobiografia del cuore, Casale Monferrato, Piemme, 2003. ISBN 88-384-6597-5
- Verità e carità, con Livio Fanzaga, Cinisello Balsamo, San Paolo, 2003. ISBN 88-215-4656-X
- Preghiera e vita cristiana, con Livio Fanzaga, Cinisello Balsamo, San Paolo, 2003. ISBN 88-215-4655-1
- La Madonna è tra noi. Ecco le prove, Casale Monferrato, Piemme, 2003. ISBN 88-384-6572-X
- Miracoli. Quando la scienza si arrende, Casale Monferrato, Piemme, 2004. ISBN 88-384-8467-8
- La firma di Maria. Dalla medaglia miracolosa a Medjugorje il filo rosso delle manifestazioni mariane , con Livio Fanzaga, Milano, Sugarco, 2005. ISBN 88-7198-491-9
- L'altra Sindone. La vera storia del volto di Gesù, Milano, Mondadori, 2005. ISBN 88-04-54684-0
- Le preghiere che salvano. La storia, i testi, le promesse e le indulgenze delle devozioni ispirate da Dio e dalla Madonna, Sugarco, 2006. ISBN 88-7198-519-2
- I miracoli dei bambini, Casale Monferrato, Piemme, 2006. ISBN 88-384-8601-8
- Medjugorje. In attesa del segno, con Livio Fanzaga, Sugarco, 2006. ISBN 88-7198-511-7
- Medjugorje. È tutto vero, Casale Monferrato, Piemme, 2006. ISBN 88-384-8603-4
- Essere cattolici. Dialoghi con Saverio Gaeta, con Vincenzo Paglia, Milano, Mondadori, 2006. ISBN 88-04-53144-4
- Il tempo di Maria, con Livio Fanzaga, Milano, Sugarco, 2007. ISBN 978-88-7198-529-9
- Perché sono cristiano. Da Medjugorie a Radio Maria, con Livio Fanzaga, Casale Monferrato, Piemme, 2008. ISBN 978-88-384-6835-3
- Padre Pio. L'ultimo sospetto. La verità sul frate delle stimmate, con Andrea Tornielli, Casale Monferrato, Piemme, 2008. ISBN 978-88-384-9961-6
- La forza dello spirito, con Raniero Cantalamessa, Casale Monferrato, Piemme, 2008. ISBN 978-88-384-9930-2
- Dio crede in te, con Piero Coda, Milano, Rizzoli, 2009. ISBN 978-88-17-03548-4
- L'enigma del volto di Gesù. L'avventurosa storia della Sindone segreta, Milano, Rizzoli, 2010. ISBN 978-88-17-03994-9
- Perché è santo. Il vero Giovanni Paolo II raccontato dal postulatore della causa di beatificazione, con Oder Slawomir, Milano,  Rizzoli, 2010. ISBN 978-88-17-03830-0
- Domande a Dio, con Livio Fanzaga, Milano, Sugarco, 2010. ISBN 978-88-7198-591-6
- Viaggio alla scoperta della fede, con Dionigi Tettamanzi, Milano, Sugarco, 2011. ISBN 978-88-7198-600-5
- Il miracolo di Karol. Le testimonianze e le prove della santità di Giovanni Paolo II, Milano, Rizzoli, 2011. ISBN 978-88-17-05037-1
- L'ultima profezia. La vera storia di Medjugorje, Milano, Rizzoli, 2011. ISBN 978-88-17-04820-0
- A.D. 2012. La donna, il drago e l'Apocalisse, con Andrea Tornielli, Milano, Piemme, 2011. ISBN 978-88-566-2132-7
- Medjugorje. Ultimo appello, con Livio Fanzaga, Milano, Sugarco, 2011. ISBN 978-88-7198-612-8
- Il cristianesimo non è facile ma è felice, con Livio Fanzaga, Milano, Sugarco, 2012. ISBN 978-88-7198-646-3
- Dio scrive dritto. L'avventura umana e spirituale di un cardinale, con Angelo Comastri, Cinisello Balsamo, 2012. ISBN 978-88-215-7323-1
- Papa Francesco. La vita e le sfide, Cinisello Balsamo, San Paolo, 2013. ISBN 978-88-215-7915-8
- Il mistero della Sindone. Le sorprendenti scoperte scientifiche sull'enigma del telo di Gesù, con Giulio Fanti, Milano, Rizzoli, 2013. ISBN 978-88-17-06558-0
- Effetto Bergoglio. Le dieci parole di papa Francesco che stanno cambiando il mondo, con Livio Fanzaga, Salani, 2014. ISBN 9788867157983.
- Enigmi della fede. Quando la scienza si arrende al Mistero, Cairo Publishing, 2015. ISBN 978-88-60-52584-0
- Alessandro Nottegar. Il mediano della santità, SugarCo, 2015. ISBN 978-88-71-98688-3
- Il veggente. Il segreto delle Tre Fontane, Salani Editore, 2016. ISBN 978-88-69-18486-4
- Il santo Rosario, con Livio Fanzaga, SugarCo, 2016. ISBN 978-88-7198-706-4
- Fatima. Tutta la verità. La storia, i segreti, la consacrazione, San Paolo, 2017. ISBN 978-88-922-1068-4
- Le veggenti: le profezie delle anime-vittima che salvano il mondo, Salani, 2018. ISBN 978-88-938-1420-1
- Medjugorje. La Regina della Pace e i dieci segreti da svelare, Cinisello Balsamo, San Paolo, 2018. ISBN 978-88-922-1169-8
- Siracusa. Le lacrime umane del Cuore Immacolato, Cinisello Balsamo, San Paolo, 2018. ISBN 978-88-922-1170-4
- Kibeho. La Madre del Verbo e il genocidio africano, Cinisello Balsamo, San Paolo, 2018. ISBN 978-88-922-1171-1
- Civitavecchia. Le lacrime di sangue della statuetta di Maria, Cinisello Balsamo, San Paolo, 2018. ISBN 978-88-922-1172-8
- Rue du Bac. La Madonna parigina della Medaglia miracolosa, Cinisello Balsamo, San Paolo, 2018. ISBN 978-88-922-1165-0
- La Salette. Il pianto e le profezie della Bella signora, Cinisello Balsamo, San Paolo, 2018. ISBN 978-88-922-1166-7
- Lourdes. L'Immacolata Concezione e le sofferenze di Bernadette, Cinisello Balsamo, San Paolo, 2018. ISBN 978-88-922-1163-6
- Fatima. La Madonna del Rosario e i segreti dei pastorelli, Cinisello Balsamo, San Paolo, 2018. ISBN 978-88-922-1164-3
- Tre Fontane. Gli annunci apocalittici della Vergine della Rivelazione, Cinisello Balsamo, San Paolo, 2018. ISBN 978-88-922-1167-4
- Amsterdam. La Signora di tutti i Popoli e la statua piangente ad Akita, Cinisello Balsamo, San Paolo, 2018. ISBN 978-88-922-1168-1
- La profezia dei due papi. Rivelazioni sulla fine della Chiesa ai tempi di Benedetto e Francesco, Casale Monferrato, Piemme, 2018, ISBN 978-88-566-6452-2
- La liturgia non è uno spettacolo. Il questionario ai vescovi sul rito antico arma di distruzione di Messa? (con Nicola Bux), Fede e Cultura, Verona, 2025, ISBN 979-12-547-8211-8